# Les Deux Mondes (théâtre)
Pour les articles homonymes, voir Deux mondes.
Les Deux Mondes est une compagnie de théâtre de recherche et de création installée à Montréal, qui a été fondée en janvier 1973 sous le nom de Théâtre de la Marmaille.

## Historique

### Les années 1970: un groupe de recherche pour le jeune public
C’est au début des années 1970, dans la mouvance des collectifs de création que Monique Rioux, France Mercille et Daniel Meilleur se rassemblent pour créer ce qui s’appelle alors La Marmaille. Comme son nom l’indique, la compagnie se consacre d’abord au théâtre jeunesse et son travail de création est aussi doublé d’un important volet d’intervention auprès des publics, auquel collabore la sociologue Jeanne LeRoux. Avec des propositions singulières et hors-norme, comme Cé tellement « cute » des enfants (1975) ou  L’Umiak (1982) créé à la suite d’un séjour dans le Grand nord québécois, la compagnie s’impose d’emblée comme l’une des forces vives de la jeune création québécoise,. À la même époque, avec le Théâtre de l’Œil et le Carrousel, elle fonde la Maison Théâtre.

### Les années 1980: à la rencontre de l'Autre
À la fin des années 1980, La Marmaille, qui connaît un succès grandissant sur la scène étrangère, réalise sa première coproduction internationale avec le Teatro dell’Angolo de Turin; Terre promise/Terra promessa sera joué pas moins de 580 fois un peu partout à travers le monde. D’autres collaborations artistiques avec des compagnies et des créateurs de l’étranger suivront : le Ki Yi M'Bock d’Abidjan (Les nuages de terre, 1994), la Compagnie Lézards qui bougent de Bayonne (Jaz, 2010), le Unity Theatre de Liverpool (en) (Gold Mountain, 2010) et la Cie de l’Ovale de Monthey (1, 2, 3, nous avons des droits, 2012).
Compositeur attitré dès les premières années, Michel Robidoux se joint à la direction artistique en 1989. La musique exécutée en direct occupera une grande place dans les spectacles, tout comme le traitement du son dans des productions où les acteurs font usage de micros

### Les années 1990: changement de nom, rayonnement international et exploration du multimédia
Les années 1990 sont marquées par une autre création au succès retentissant : L’histoire de l’oie de Michel Marc Bouchard qui sera jouée à 546 reprises et ce en français, en anglais, en allemand et en espagnol,. Les spectacles de la compagnie touchant un public de plus en plus vaste, rejoignant à la fois le jeune public et le public adulte, la compagnie choisit de changer d’appellation, en 1992. La Marmaille devient alors Les Deux Mondes,. Durant cette décennie, elle joue dans quelque 350 villes d'une trentaine de pays et elle est invitée dans 80 festivals internationaux.
Puis à partir de 1996, avec la création du drame musical Leitmotiv, s’ouvre une veine d’exploration multimédia, dans des spectacles que Daniel Meilleur met en scène. Le concepteur vidéo Yves Dubé se joint à l’équipe et l’image et la musique prennent une place grandissante dans les projets de création,,,. Suivront notamment, dans cette même veine, Mémoire vive (2001) et 2 191 nuits (2003), de même que Carnets de voyages (2008), un spectacle poétique qui pose un regard rétrospectif sur les nombreuses pérégrinations de la compagnie.

### Un centre de production et de diffusion
Locataire depuis 1987 d'un édifice industriel construit en 1928 et qui a abrité notamment une usine de boisson gazeuse et une boulangerie, Les Deux Mondes en fait l'acquisition, en 1996, pour se doter de son propre centre de production afin de pouvoir expérimenter les technologies qu’elle utilise et peaufiner ses créations,. Une première série de travaux sont effectués pour transformer le lieu en un espace-laboratoire qui satisfasse aux exigences des recherches théâtrales que mène la compagnie. En 2008, le directeur général Pierre MacDuff annonce l'intention des dirigeants d'agrandir le bâtiment afin d'offrir de meilleures conditions de création et de diffusion à de nouvelles générations de créateurs et créatrices et le partenariat  établi dans cette foulée avec un regroupement de jeunes compagnies rassemblées sous l’égide du Théâtre Aux Écuries,. L’inauguration des nouveaux espaces a lieu le 14 octobre 2011.

### L'arrivée d'une nouvelle direction artistique
En 2013, trois ans après le départ de la cofondatrice et codirectrice artistique Monique Rioux, Daniel Meilleur décide de tirer sa révérence après quarante années à la barre des Deux Mondes. Ses collaborateurs, Michel Robidoux et Yves Dubé, quittent aussi leurs fonctions de codirecteur artistique pour le premier et concepteur visuel et vidéaste pour le second. La compagnie confie alors sa direction artistique au dramaturge Sébastien Harrisson qui occupera cette fonction jusqu'en juin 2022. Le metteur en scène Eric Jean qui collabore déjà à la direction artistique depuis 2019, est nommé directeur artistique et codirecteur général en janvier 2023.

## Théâtrographie

### Sous le nom du Théâtre de la Marmaille
- Le Tour du chapeau (1973) de Marie-Francine Hébert, mise en scène de Monique Rioux

- C't'assez plate (1974) de Marie-Francine Hébert, mise en scène La Marmaille
- Tu viendras pas patiner dans ma cour (1974) de Marie-Francine Hébert, mise en scène La Marmaille
- Une ligne blanche au jambon (1974), de Marie-Francine Hébert, mise en scène de Marie-Francine Hébert et Monique Rioux
- Cé tellement "cute" des enfants (1974-1975) de Marie-Francine Hébert, mise en scène de Marie-Francine Hébert et Monique Rioux
- À quoi qu'on joue? (1974-1984), ateliers de médiation culturelle conçus et dirigés par Monique Rioux et menés par les codirecteurs
- Pourquoi tu dis ça? (1976), textes de Claire LeRoux, Marie-Francine Hébert, Michel Garneau et Claude Roussin, mise en scène de Monique Rioux; coproduction: Nouvelle Compagnie Théâtrale (NCT)
- La Vie à trois étages (1977-1980) de Yves Dagenais, Gilbert David, Odette Gagnon, Louis-Dominique Lavigne, Jeanne LeRoux, Daniel Meilleur, France Mercille et Monique Rioux; observateurs-témoins: Gilbert David et Odette Gagnon; coproduction: la Nouvelle Compagnie Théâtrale (NCT)
- L'Âge de Pierre (1978) de Jocelyne France, André Gosselin, Daniel Meilleur, Benoît Ranger, Monique Rioux, Michel Robidoux et Colette Tougas, mise en scène de Daniel Meilleur
- On n'est pas des enfants d'école (1979-1982) de Gilles Gauthier, mise en scène de Monique Rioux
- Pleurer pour rire (1981-1988) de Marcel Sabourin, mise en scène de Daniel Meilleur
- Les Petipain (1981) de Reiner Lücker, mise en scène d'André Brassard
- L'Umiak (le bateau collectif) (1982-1987) de François Camirand, Yves Lauvaux, Michel O. Noël et Monique Rioux, mise en scène et animation de Monique Rioux, en collaboration avec François Camirand et Yves Lauvaux
- Ni ange ni bête (1983-1984)  de Marcel Sabourin, mise en scène de Daniel Meilleur et Monique Rioux
- La Piñata (1985) de Daniel Meilleur, France Mercille et Monique Rioux, mise en scène de Daniel Meilleur et Monique Rioux
- Parasols (1987-1988) de Louis-Dominique Lavigne et Daniel Meilleur, mise en scène de Daniel Meilleur et Monique Rioux
- Clairière (1988-1991) de Colette Tougas d'après un conte de Pierre Tousignant, mise en scène de Mark Bromilow, Daniel Meilleur et Monique Rioux
- Terre promise / Terra promessa (1989-2000), scénario, mise en scène et conception scénique de Nino D'Introna, Daniel Meilleur, Graziano Melano, Giacomo Ravicchio, Monique Rioux et Michel Robidoux; co-création avec le Teatro dell'Angolo (Turin)
- L'Histoire de l'oie (1991-2007) de Michel Marc Bouchard, mise en scène de Daniel Meilleur; coproduction : Centre national des Arts

### Sous le nom de Les Deux Mondes
- Les Nuages de terre (1994), de Daniel Danis, mise en scène de Daniel Meilleur et Werewere Liking; co-création avec le Ki Yi M'bock (Abidjan), coproduction: Le Centre National des Écritures du Spectacle (La Chartreuse) (France), La Fédération des Amis du Théâtre Populaire (FATP), Festival International des Francophonies en Limousin (France), Espace des Arts de Chalon-sur-Saône (France), Festival de théâtre des Amériques (Québec)
- Rosemonde (1995-1998) de Louis-Dominique Lavigne, mise en scène de Monique Rioux
- Leitmotiv (1996-2005) drame musical de Michel Robidoux, Daniel Meilleur et Normand Canac-Marquis, mise en scène de Daniel Meilleur
- Mémoire vive (2001-2012) de Daniel Meilleur et Normand Canac-Marquis, mise en scène de Daniel Meilleur
- 2 191 nuits (2005-2007) de Philippe Ducros, mise en scène de Daniel Meilleur
- La Croisée des mots (2007) de Louis-Dominique Lavigne et Monique Rioux, mise en scène de Monique Rioux.
- Carnets de voyages (2008-2013) de Normand Canac-Marquis, Yves Dubé, Daniel Meilleur et Michel Robidoux, mise en scène de Daniel Meilleur; coproduction: Société de la Place des Arts de Montréal
- Tout est encore possible (2009) de Lise Vaillancourt, mise en scène de Daniel Meilleur
- Gold Mountain (2010-2013), de Kevin Wong et David Yip, mise en scène de Daniel Meilleur; coproduction: Unity Theatre (Liverpool)
- JAZ (2010), de Koffi Kwahulé, mise en scène de Kristian Frédric; coproduction: Compagnie Lézards qui bougent (Bayonne)
- 1, 2, 3, nous avons des droits (2012-2013), adaptation théâtrale de Marcelle Dubois du livre-disque Droits d’enfants de Léopoldine Gorret et Denis Alber, mise en scène de Daniel Meilleur; coproduction: Compagnie de l'Ovale (Monthey)
- Dans ma maison de papier, j'ai des poèmes sur le feu (2014 - ), de Philippe Dorin, mise en scène d'Eric Jean; coproduction: Festival Les Coups de théâtre (Montréal) et Salle Jean-Marc Dion (Sept-Îles)
- La cantate intérieure (2015-2017) de Sébastien Harrisson, mise en scène d'Alice Ronfard; coproduction: Salle Jean-Marc Dion (Sept-Îles)
- Warda (2016-2019) de Sébastien Harrisson, mise en scène de Michaël Delaunoy; coproduction: le Rideau de Bruxelles
- Beacoming Chelsea (2020) de Sébastien Harrisson, mise en scène d'Eric Jean

## Prix et distinctions
La vie à trois étages
Le Prix annuel Desjardins, 1978
Pleurer pour rire
Chalmers Children Play Award, 1983
(Décerné par le Ontario Arts Council au meilleur spectacle jeune public)
Terre promise / Terra promessa
Meilleure réalisation sonore, saison 1988-1989
Meilleure production jeunes publics
(Décernés par l'Association québécoise des critiques de théâtre)
Meilleure production visuelle et sonore, 1989
(Décerné par le Festival de Théâtre des Amériques)
Premio Stregagatto, 1991
(Décerné par l'Office National Théâtral Italien)
L'Histoire de l'oie
Meilleure production théâtrale de la saison 1991
(Décerné par Le Conseil des arts de la Communauté urbaine de Montréal)
Meilleure œuvre de fiction, 1991
(Décerné par le Gala du livre du Saguenay-Lac-Saint-Jean)
Meilleur texte créé à la scène, 1992
(Décerné par l'Association québécoise des critiques de théâtre)
Meilleure production étrangère, 1992
(Décerné par l'Union des critiques et chroniqueurs de théâtre du Mexique)
Prix du Gouverneur général du Canada pour les arts de la scène, 1993
(Décerné par le Centre national des Arts du Canada)
Masque de la Production de l'année Jeunes publics
Masque du Décor : Daniel Castonguay
Masque de la Conception sonore : Michel Robidoux
(Décernés en 1998 par l'Académie québécoise du théâtre pour la saison 1996-1997)
Leitmotiv
Masque de la Contribution spéciale décerné à Michel Robidoux
pour l'originalité de sa conception musicale
(Décerné par l'Académie québécoise du théâtre en 1998)
Mention spéciale au 6e Prix Möbius International
(Décerné à Paris, en novembre 1997, par un jury international pour le volet multimédia du CD de Leitmotiv)
Prix RIDEAU de la Tournée, décerné en février 2001
Mémoire vive
Masque de la Contribution spéciale décerné à Yves Dubé, André Houle, Guy Fortin et Michel Fordin pour la qualité de la production visuelle (Décerné par l'Académie québécoise du théâtre en 2002).
Prix Rideau-OFQJ
à Catherine Archambault pour la qualité de sa performance
(Décerné par le Réseau indépendant des diffuseurs d'événements artistiques unis et l'Office franco-québécois pour la jeunesse au terme de la Bourse Rideau 2002)
Prix Télé-Québec Coup de cœur du public
pour « l'émotion suscitée par la pièce, ses effets visuels et sonores ainsi que pour la qualité de l'interprétation de Catherine Archambault et d'Isabelle Drainville »
(Décerné par le Festival annuel d'innovation théâtrale, FAIT, pour l'édition 2002)
25th Dora Mavor Moore Award for Outstanding Touring Production in 2004 (General Theatre Category)
Prix général décerné aux DEUX MONDES
Prix « Arts for Young Audiences Award » décerné en 1988 par le Canadian Institute of the Arts for Young Audiences de Vancouver, pour l'ensemble de l'œuvre de la compagnie Les Deux Mondes
site officiel : http://www.lesdeuxmondes.com

## Archives
La compagnie Les Deux Mondes a laissé en dépôt les archives de ses vingt premières années d'existence à la Théâtrothèque du Centre de recherche interuniversitaire sur la littérature et la culture québécoises. Le Fonds d'archives est en cours de traitement.